# Septembre 2011

## Faits marquants
- 4 septembre :
  - élections législatives régionales en Mecklembourg-Poméranie-Occidentale;
  - Fin des 37es championnats du monde d'athlétisme 2011 à Daegu.

- 7 septembre :
  - Crash de l'avion transportant l'équipe de hockey sur glace du Lokomotiv Iaroslavl de la Ligue continentale de hockey : 43 morts;
  - bilan du Tempête tropicale Talas qui a fait plus de cent morts ou disparus au Japon[1]

- 9 septembre : coup d'envoi de la 7e Coupe du Monde de rugby à XV en Nouvelle-Zélande.
- 10 septembre : disparition de Jean-Christophe Morin, près d'Albertville - disparition restée inexpliquée.
- 11 septembre :
  - inauguration du mémorial du World Trade Center à New York, dix ans après les attentats du 11 septembre 2001 réalisés par Al-Qaïda, avec le chef Oussama ben Laden;
  - un naufrage à Zanzibar (Tanzanie) fait près de 200 morts.
- 15 septembre : élections législatives danoises.
- 17 septembre : élections législatives lettonnes.
- 18 septembre : fin du 37e Championnat d'Europe de basket-ball 2011 en Lituanie.
- 19 septembre : 31es championnats du monde de gymnastique rythmique 2011 à Montpellier.
- 21 septembre : exécution de Troy Davis.

- 23 septembre : le neutrino fait la une des médias à la suite d'une mesure de l'expérience OPERA semblant indiquer qu'il aurait une vitesse supérieure à celle de la lumière.

- 29 septembre : lancement de la station spatiale Tiangong 1.